# Abdülhamit Yıldız
Abdülhamit Yıldız (Diyarbakır, 7 giugno 1987) è un ex calciatore turco, di ruolo difensore.

## Carriera
Ha giocato nella massima serie dei campionati olandese e turco.